# 太白岩黄耆
太白岩黄耆（学名：Hedysarum taipeicum）为豆科岩黄耆属下的一个种。

## 扩展阅读
- 維基物種上的相關：太白岩黄耆